# 岩城重隆 (亀田藩主)
岩城 重隆（いわき しげたか）は、江戸時代前期の大名。出羽国亀田藩3代藩主。新田開発や城下町の整備などを行った。官位は従五位下・伊予守。

母・顕性院（御田の方）は、真田信繁（幸村）の娘で豊臣秀次の孫に当たる。

## 略歴
寛永5年（1628年）、2代藩主・岩城宣隆の長男として出羽国で誕生した。母は顕性院（真田信繁の娘）。
寛永11年（1634年）3月28日、7歳のとき、江戸幕府3代将軍・徳川家光に御目見する。明暦2年（1656年）7月25日、父・宣隆の隠居により家督を相続する。同年10月17日、江戸で発生した火事の際、火消役を務める。同年12月26日、従五位下・伊予守に叙任する。同3年（1657年）5月、はじめて領地に行く許しを得た。
万治3年（1660年）6月18日、大坂加番の際、大坂城に落雷があり、火薬庫が爆発、重隆は負傷し、家臣20名が死亡、80余名が負傷した（『徳川実紀』）。
寛文4年（1664年）4月5日、将軍・徳川家綱より、封地の御朱印を与えられた（寛文印知）。
天和2年（1682年）、嫡子・景隆が病により廃嫡となった。同3年（1683年）5月、越後国に行き、高田城を番衛した。元禄6年（1693年）8月12日、人心を惑わした咎で配流された八王子成就院の空山という僧を預かっている。
元禄9年（1696年）4月、景隆が死去した。悲しみにくれた重隆は、専住山正念寺に供養のため念仏堂を建立したという。晩年には、孫・秀隆も廃嫡し、久保田藩士・佐竹義明の息子・格道（又八郎）を養子に迎えようとしたようである。
宝永元年（1704年）2月18日に隠居し、秀隆に家督を譲った。月峯と号した。宝永4年（1707年）12月11日、死去。80歳。法名は雄山月峯大通院。総泉寺に葬られた。

## 藩政
「天鷺ゼンマイ織り」を奨励したとされる

## 系譜
（出典：『寛政重修諸家譜』）
父母
- 父：岩城宣隆
- 母：顕性院（御田の方） - 真田信繁の五女[4]

兄弟姉妹
- 重隆
- 女子
- 隆房

正室
- 玉峯院珠林華明葵 - 佐竹義直の娘（正室）[1]
- 貞桜院雲岩宗高葵 - 本多重能の娘（継室）[1]

生母不明の子女
- 涼雲院蓮室理清[1] - 石川（松平）乗政の妻
- 景隆
- 女子 - 松平清当の妻、のち柳生俊方の妻
- 男子
- 平次郎
- 女子

## 略系図
```
凡例

1) 実線は実子、点線（横）は婚姻関係。
```

（出典：『広報ゆりほんじょう』No.263　2016年3月1日号）
|          |          |          |          |          |          |          |          |          |          |          |          |                     |                     |                     |                     |                     |                     |  |  | 豊臣秀次 |          |          |          |          |          |
|          |          |          |          |          |          |          |          |          |          |          |          |                     |                     |                     |                     |                     |                     |  |  |          |          |          |          |          |          |
|          |          |          |          |          |          |          |          |          |          |          |          |                     |                     |                     |                     |                     |                     |  |  |          |          |          |          |          |          |
|          |          |          |          |          |          | 真田信之 | 真田信之 | 真田信之 | 真田信之 | 真田信之 | 真田信之 | 信繁 （幸村）       | 信繁 （幸村）       | 信繁 （幸村）       | 信繁 （幸村）       | 信繁 （幸村）       | 信繁 （幸村）       |  |  | 隆清院   | 隆清院   | 隆清院   | 隆清院   | 隆清院   | 隆清院   |
|          |          |          |          |          |          | 真田信之 | 真田信之 | 真田信之 | 真田信之 | 真田信之 | 真田信之 | 信繁 （幸村）       | 信繁 （幸村）       | 信繁 （幸村）       | 信繁 （幸村）       | 信繁 （幸村）       | 信繁 （幸村）       |  |  | 隆清院   | 隆清院   | 隆清院   | 隆清院   | 隆清院   | 隆清院   |
|          |          |          |          |          |          |          |          |          |          |          |          |                     |                     |                     |                     |                     |                     |  |  |          |          |          |          |          |          |
|          |          |          |          |          |          |          |          |          |          |          |          |                     |                     |                     |                     |                     |                     |  |  |          |          |          |          |          |          |
| 岩城宣隆 | 岩城宣隆 | 岩城宣隆 | 岩城宣隆 | 岩城宣隆 | 岩城宣隆 |          |          |          |          |          |          | 御田の方 （顕性院） | 御田の方 （顕性院） | 御田の方 （顕性院） | 御田の方 （顕性院） | 御田の方 （顕性院） | 御田の方 （顕性院） |  |  | 三好幸信 | 三好幸信 | 三好幸信 | 三好幸信 | 三好幸信 | 三好幸信 |
| 岩城宣隆 | 岩城宣隆 | 岩城宣隆 | 岩城宣隆 | 岩城宣隆 | 岩城宣隆 |          |          |          |          |          |          | 御田の方 （顕性院） | 御田の方 （顕性院） | 御田の方 （顕性院） | 御田の方 （顕性院） | 御田の方 （顕性院） | 御田の方 （顕性院） |  |  | 三好幸信 | 三好幸信 | 三好幸信 | 三好幸信 | 三好幸信 | 三好幸信 |
|          |          |          |          |          |          |          |          |          |          |          |          |                     |                     |                     |                     |                     |                     |  |  |          |          |          |          |          |          |
|          |          |          |          |          |          | 重隆     |          |          |          |          |          |                     |                     |                     |                     |                     |                     |  |  |          |          |          |          |          |          |